# Джорджія Вілла
Джорджія Вілла (італ. Giorgia Villa; нар. 23 лютого 2003, Понте-Сан-П'єтро, Італія) — італійська гімнастка. Срібна призерка Олімпійських ігор 2024 року в командній першості. Призерка чемпіонату світу в команді, переможниця юнацьких Олімпійських ігор 2018.

## Спортивна кар'єра
В чотирирічному віці мати відвела на секцію спортивної гімнастики в Треццо-сулл'Адда, Італія. Заради тренувань на найвищому рівні в 10 років переїхала в Брешія, Італія, в групу Енріко Каселло, Моніки Бергамеллі, Марко Камподоніко, де постійно перебуває в Міжнародній академії окремо від родини.

#### 2017
Було прооперовано ахіллове сухожилля правої ноги, сім місяців відновлювалась.

#### 2018
На літніх юнацьких Олімпійських іграх 2018 у Буенос-Айресі, Аргентина, у фіналі багатоборства, в опорному стрибку та вільних вправах здобула перемогу, на різновисоких брусах була другою, а у вправі на колоді — четвертою.

#### 2019
У березні отримала неважкий перелом середнього пальця під час тренувань на міжнародному турнірі «Трофей Єзоло».
У квітні на чемпіонаті Європи, де виступала з травмою ноги, у багатоборстві з 52,999 балами посіла шосте місце. У фіналі на колоді була восьмою.
На дебютному чемпіонаті світу в Штутгарті, Німеччина, разом з Дезіре Карофігліо, Елісою Іоріо, Алісою Д'Амато та Асією Д'Амато в командних змаганнях сенсаційно здобули бронзові нагороди, що стало повторенням найкращого результату італійської збірної в командних змаганнях з чемпіонату світу 1950 року, крім того, здобули командну олімпійську ліцензію на Олімпійські ігри 2020 у Токіо, Японія. В багатоборстві посіла 16 місце.

## Результати на турнірах
| Рік  | Змагання                 | КБ | ІБ | Опорний стрибок | Різновисокі бруси | Колода | Вільні вправи |
| ---- | ------------------------ | -- | -- | --------------- | ----------------- | ------ | ------------- |
| 2018 | Юнацькі Олімпійські ігри |    | 1  | 1               | 2                 | 4      | 1             |
| 2019 | Чемпіонат Європи         |    | 6  |                 |                   | 8      |               |
| 2019 | Чемпіонат світу          | 3  | 16 |                 |                   |        |               |
| 2020 | American Cup             |    | 7  |                 |                   |        |               |
| 2020 | Чемпіонат Італії         |    | 1  |                 | 1                 | 2      | 1             |
| 2021 | Італійська Серія А       | 1  |    |                 |                   |        |               |
| 2021 | Чемпіонат Європи         |    |    |                 | 4                 |        |               |
| 2021 | FIT Challenge            | 3  | 5  |                 | 3                 | 1      | 7             |
| 2021 | Чемпіонат Італії         |    | 1  |                 |                   |        |               |
| 2024 | Олімпійські ігри         | 2  |    |                 |                   |        |               |